# Charles Greene
Charles Edward „Charlie“ Greene (* 21. März 1945 in Pine Bluff, Arkansas; † 14. März 2022 in Lincoln, Nebraska) war ein US-amerikanischer Sprinter und Olympiasieger.
Greene gewann 1966 bei den US-Meisterschaften der Amateur Athletic Union (AAU) Gold über 100 Yards und 1968 Gold über 100 Meter und brach den Weltrekord gleich zweimal. Bei den Qualifizierungsläufen stellte er den Weltrekord von Armin Hary über 10,0 s ein, und im Halbfinale lief er 9,9 s, die gleiche Zeit wie Jim Hines und Ronnie Ray Smith bei derselben Veranstaltung.
Bei den Olympischen Spielen 1968 in Mexiko-Stadt gewann er die Bronzemedaille im 100-Meter-Lauf hinter dem US-Amerikaner Jim Hines (Gold) und dem Jamaikaner Lennox Miller (Silber) und die Mannschaftsgoldmedaille in der 4-mal-100-Meter-Staffel zusammen mit seinen Teamkollegen Mel Pender, Ronnie Ray Smith und Jim Hines, vor den Teams aus Kuba (Silber) und Frankreich (Bronze).